# Miloslav Szabó
Miloslav Szabó (* 1974) ist ein slowakischer Historiker und Germanist. Er lehrt an der Fakultät für Germanistik, Niederlandistik und Skandinavistik der Comenius-Universität Bratislava. Szabó gilt als einer der renommiertesten Historiker des Landes, und war auch an verschiedenen Institutionen im europäischen Ausland tätig, so der Universität Wien, der Universität Koblenz-Landau, der Humboldt-Universität Berlin und dem Wiener Wiesenthal Institut für Holocaust-Studien. Seine Forschungsschwerpunkte liegen bei der Geschichte des Rassismus, Antisemitismus, Nationalismus, Katholizismus und Klerikalfaschismus in Deutschland und Mitteleuropa im 19. und 20. Jahrhundert.

## Werk (Auswahl)
- „Klerikale Nationalsozialisten“ und „Klerikalfaschisten“ an der Peripherie zu NS-Deutschland. Der Fall Slowakei. In: Olaf Blaschke, Thomas Großbölting (Hg.): Was glaubten die Deutschen zwischen 1933 und 1945. Religion und Politik im Nationalsozialismus. Campus Verlag, Frankfurt am Main / New York 2020, ISBN 978-3-593-51077-4, S. 293–320.
- Klérofašisti. Slovenskí kňazi a pokušenie radikálnej politiky (1935–1945) [= Klerikalfaschisten. Slowakische Priester und die Verführung der radikalen Politik (1935–1945)]. Verlag Slovart, o. O. 2019, ISBN 978-80-556-3902-4. (Englische Rezension)
- “For God and Nation”: Catholicism and the Far-Right in the Central European Context (1918–1945). In: Historický časopis, Band 66, Nr. 5, 2019, S. 885–900.
- Vertraute Feindbilder. Die trans-nationalen Bezüge des slowakischen Antisemitismus um 1900. In: Bohemia, Band 51, Nr. 2, 2011, S. 358–388.
- Od slov k činom: Slovenské národné hnutie a antisemitizmus (1875–1922) [= Vom Wort zur Tat: Die slowakische Nationalbewegung und der Antisemitismus (1875–1922)]. Kalligram, Bratislava 2014, ISBN 978-80-8101-801-5.
- Rasa a vôľa. Alfred Rosenberg a Mýtus 20. storočia [= Rasse und Wille. Alfred Rosenberg und der Mythos des 20. Jahrhunderts]. Kalligram, Bratislava 2004, ISBN 978-80-7149-736-3.
- Boh v ofsajde [= Gott im Abseits]. Kalligram, Bratislava 2004.